# Alpin Gallo
Alpin Gallo (né le 12 janvier 1974 à Librazhd en Albanie), est un footballeur albanais qui évoluait au poste de défenseur. Il est désormais reconverti en entraîneur.
International albanais (9 sélections), il joue principalement en faveur du SK Tirana et du Dinamo Tirana, clubs avec lesquels il remporte six championnats d'Albanie et quatre Coupes d'Albanie.

## Biographie

### En club
Alpin Gallo commence sa carrière au Sopoti Librazhd.
En 1993, il rejoint le club du SK Tirana. Avec ce club, il est sacré Champion d'Albanie à cinq reprises, et remporte par trois fois la Coupe d'Albanie .
Son aventure au SK Tirana est notamment agrémenté par un passage en Suisse, au FC Thoune, et par un autre passage au Skënderbeu Korçë.
En 2000, il rejoint l'équipe de Bylis Ballshi, puis quelques mois plus tard il signe un contrat en faveur du Dinamo Tirana. Avec le Dinamo Tirana, il remporte encore un championnat d'Albanie et une Coupe d'Albanie .
En 2005, Alpin Gallo quitte le Dinamo Tirana et rejoint l'équipe du Partizan Tirana.
Puis, en 2006, il rejoint le club du Kastrioti Krujë, avant de terminer sa carrière au Shkumbini Peqin.
Le bilan de sa carrière s'élève à 311 matchs en première division albanaise, pour 11 buts inscrits . Il participe également aux compétitions européennes, disputant notamment cinq matchs en Ligue des champions, 10 en Coupe de l'UEFA (un but), en quatre en Coupe des coupes.

### En équipe nationale
Alpin Gallo reçoit neuf sélections (officielles) en équipe d'Albanie entre 1994 et 1998, sans inscrire de but . 
Il joue son premier match en équipe nationale le 14 mai 1994, en amical contre la Macédoine (défaite 5-1 à Tetovo). Il reçoit sa dernière sélection le 5 septembre 1998, contre la Géorgie. Ce match perdu 1-0 à Tbilissi rentre dans le cadre des éliminatoires de l'Euro 2000.

### Carrière d'entraîneur
Après l'arrêt de sa carrière de joueur, Alpin Gallo se reconvertit immédiatement au poste de manager.
Il entraîne ainsi le club de Gramshi, en deuxième division albanaise, à partir de la saison 2009-2010.

## Palmarès

### Joueur
- Champion d'Albanie en 1995, 1996, 1997, 1999, 2000 avec le SK Tirana ; en 2002 avec le Dinamo Tirana
- Vice-champion d'Albanie en 1994 avec le SK Tirana et en 2004 avec le Dinamo Tirana
- Vainqueur de la Coupe d'Albanie en 1994, 1996 et 1999 avec le SK Tirana ; en 2003 avec le Dinamo Tirana
- Finaliste de la Coupe d'Albanie en 1995 avec le SK Tirana ; en 2002 et 2004 avec le Dinamo Tirana
- Vainqueur de la Supercoupe d'Albanie en 1994 avec le SK Tirana
- Finaliste de la Supercoupe d'Albanie en 2002 et 2003 avec le Dinamo Tirana

### Entraîneur
Néant